# Complement circumstanțial de cauză
Format:Circumstantial
Circumstanțial de cauză este partea secundară de propoziție care arată cauza sau motivul realizării unei acțiuni, a unei stări sau a unei însușiri. Răspunde la întrebarea "din ce cauză?".
A fugit repede din cauza întârzierii.
Ei nu s-au întâlnit din pricina mea.
Din cauza furtunii nu a mai ajuns la muncă.